# Dret internacional humanitari

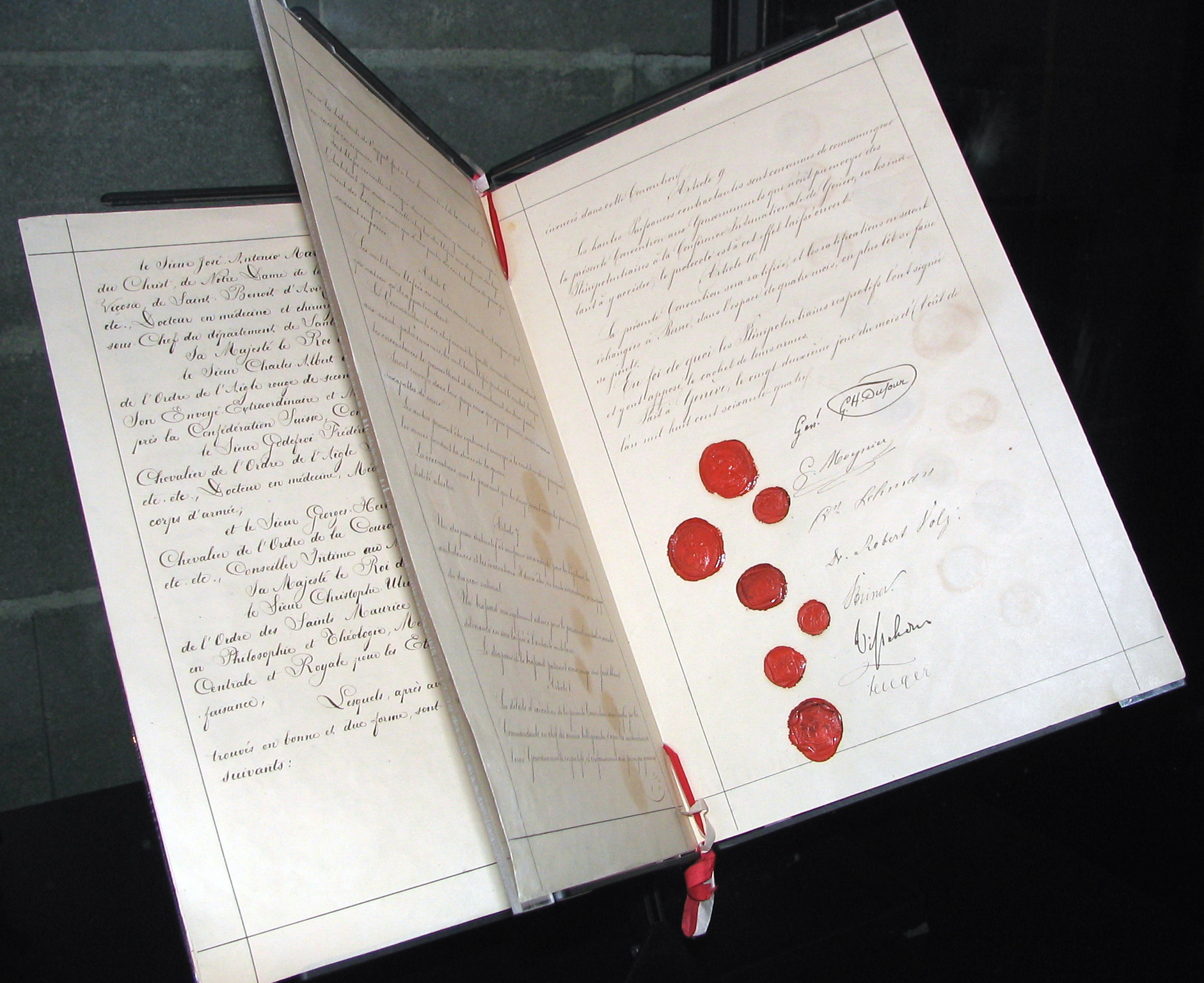
Document original de la Primera Convenció de Ginebra.

El dret internacional humanitari (DIH) és l'agrupació de les diferents normes, majoritàriament reflectides als Convenis De Ginebra, en 1949 i els Protocols addicionals que tenen per objectiu principal la protecció de les persones no participants en hostilitats o que han decidit deixar de participar en l'enfrontament. Les diferents normes del dret internacional humanitari pretenen evitar i limitar el sofriment humà en temps de conflictes armats. Aquestes normes són d'obligatori compliment tant pels governs i els exèrcits participants en el conflicte com pels diferents grups armats d'oposició o qualsevol part participant en aquest. El DIH, alhora, limita l'ús de mètodes de guerra i l'ús de mitjans utilitzats en els conflictes, però no determina si un país té dret a recórrer a l'ús de la força, tal com ho estableix la carta de Nacions Unides.

## Origen
L'origen del DIH es remunta a les normes dictades per les antigues civilitzacions i religions. La guerra sempre ha estat subjecta a certes lleis i costums. El més important antecedent del DIH actual és el Tractat d'armistici i regularització de la guerra, subscrit i ratificat el 1820 entre les autoritats del llavors govern de Nueva Granada i el Cap de les Forces Expedicionàries de la Corona Espanyola, Pablo Morillo, a la ciutat veneçolana de Trujillo. Aquest Tractat va ser subscrit en el marc del conflicte de la Independència, i va ser el primer de la seva classe a Occident.
A partir de llavors, al segle xix, els Estats han acceptat un conjunt de normes basada en l'experiència de la guerra moderna, que manté un acurat equilibri entre les preocupacions de caràcter humanitari i les exigències militars dels Estats. En la mateixa mesura en la qual ha crescut la comunitat internacional, ha augmentat el nombre d'Estats que ha contribuït al desenvolupament del DIH. Actualment, aquest pot considerar-se com un dret veritablement universal.

## Contingut
El DIH es troba essencialment contingut als quatre Convenis de Ginebra de 1949, en els quals són part gairebé tots els Estats. Aquests convenis es van completar amb uns altres dos tractats: els Protocols addicionals de 1977 relatius a la protecció de les mates dels conflictes armats. Al mateix temps, hi ha altres texts que prohibeixen l'ús de certes armes i tàctiques militars o que protegeixen a certes categories de persones o de béns. Són principalment:
- la Convenció de la Haia de 1954 per a la protecció dels béns culturals en cas de conflicte armat i els seus dos Protocols;

- la Convenció de 1972 sobre Armes Bacteriològiques;

- la Convenció de 1980 sobre Certes Armes Convencionals i els seus cinc Protocols;

- la Convenció de 1993 sobre Armes Químiques;

- el Tractat d'Ottawa de 1997 sobre les Mines Antipersonal;

- el Protocol opcional relatiu a la participació d'infants en els conflictes armats.
- la Convenció sobre Bombes de Dispersió (2008), que prohibeix l'ús de bombes de dispersió, moltes de les quals no exploten i romanen perilloses molt després que s'hagi acabat un conflicte.

Actualment, s'accepten moltes disposicions del DIH com a dret consuetudinari, és a dir, com normes generals aplicables a tots els Estats.

## Aplicació
El DIH només s'aplica en cas de conflicte armat. No cobreix les situacions de tensions internes ni de disturbis interiors, com són els actes aïllats de violència. Només és aplicable quan s'ha desencadenat un conflicte i s'aplica per igual a totes les parts, sense tenir en compte qui el va iniciar.
El DIH distingeix entre conflicte armat internacional i conflicte armat sense caràcter internacional. En els conflictes armats internacionals s'enfronten, com a mínim, dos Estats. En ells s'han d'observar moltes normes, incloses les que figuren en els Convenis de Ginebra i en el Protocol addicional I. En els conflictes armats sense caràcter internacional s'enfronten, al territori d'un mateix Estat, les forces armades regulars i grups armats dissidents, o grups armats entre si. En ells s'aplica una sèrie més limitada de normes, en particular les disposicions de l'article 3 comú als quatre Convenis de Ginebra i el Protocol addicional II.
És important fer la distinció entre dret internacional humanitari i dret dels drets humans. Encara que algunes de les seves normes són similars, aquestes dues branques del dret internacional s'han desenvolupat separadament i figuren en tractats diferents. En particular, el dret dels drets humans, a diferència del DIH, és aplicable en temps de pau i moltes de les seves disposicions poden ser suspeses durant un conflicte armat.
El DIH cobreix dos àmbits:
- La protecció de les persones que no participen o que ja no participen en les hostilitats.

- Un conjunt de restriccions dels mitjans de guerra, especialment quant a les armesi mètodes de guerra, com ara certes tàctiques militars.

## Protecció
En particular, està prohibit matar o ferir un adversari que hagi deposat les armes o que estigui fora de combat. Els ferits i els malalts seran recollits i assistits per la part bel·ligerant en el poder de la qual hi hagi. Es respectaran el personal i el material mèdic, els hospitals i les ambulàncies. Normes específiques regulen així mateix les condicions de detenció dels presoners de guerra i el tracte que s'ha de donar als civils que es troben sota l'autoritat de la part adversa, la qual cosa inclou, en particular, el seu manteniment, atenció mèdica i el dret a relacionar-se amb els seus familiars. El DIH preveu, així mateix, alguns signes distintius que es poden emprar per identificar les persones, els béns i els llocs protegits. Es tracta principalment dels emblemes de la creu roja i de la mitjana lluna roja, així com els signes distintius específics dels béns culturals i de la protecció civil.

## Restriccions davant dels mitjans i mètodes militars
El DIH prohibeix, entre altres coses, els mitjans i els mètodes militars que:
- no distingeixen entre les persones que participen en els combats i les persones que no prenen part en els combats, a fi i efecte de respectar la vida de la població civil, de les persones civils i els béns civils;

- causen danys superflus o sofriments innecessaris;

- causen danys greus i duradors al medi ambient.

El DIH ha prohibit, l'ús de moltes armes, inclòs les bales explosives, les armes químiques i biològiques, les armes làser, que causen ceguesa i les mines antipersonal.